# Trevor Wilson
Trevor Wilson (Los Angeles, 16 marzo 1968) è un ex cestista statunitense, professionista in Europa e nella NBA e in Italia.

## Carriera
Alto 210 cm per 95 kg, ha giocato a basketball nel college UCLA Bruins. Wilson ha giocato da professionista nella National Basketball Association (NBA) dal 1990 al 1995 con gli Atlanta Hawks, Los Angeles Lakers, Sacramento Kings e Philadelphia 76ers.
Nel 1990 finisce la sua carriera all'UCLA con la terza posizione nella classifica generale della scuola, quarto nei rimbalzi, e sesto negli assit rubati.
Dopo il suo ritiro dal basketball, Wilson divenne un agente dei Los Angeles Police Department.